# Micaria dives
Micaria dives är en spindelart som först beskrevs av Lucas 1846.  Micaria dives ingår i släktet Micaria och familjen plattbuksspindlar. Utöver nominatformen finns också underarten M. d. concolor.